# 2014–2015-ös magyar női labdarúgó-bajnokság (első osztály)
A 2014–2015-ös magyar nemzeti női labdarúgó-bajnokság első osztálya (hivatalos nevén: Jet-Sol Liga Női NB I 2014–15) nyolc csapat részvételével 2014. augusztus 23-án  rajtolt. A bajnoki címet a Ferencvárosi TC csapata szerezte meg, története során első alkalommal.

## A bajnokság csapatai
A 2014–2015-ös magyar nemzeti labdarúgó-bajnokság első osztályát nyolc csapat részvételével rendezték, melyből öt fővárosi és három vidéki egyesület.
| A csapat teljes neve (rövid neve) | A csapat székhelye        | Vezetőedző          | #     |
| --------------------------------- | ------------------------- | ------------------- | ----- |
| Astra Hungary FC                  | Budapest XXI., Csepel     | Dombó János         | 2.    |
| Dorogi Diófa SE                   | Dorog                     | Szabados György     | NB II |
| 1. FC Femina                      | Budapest XV., Pestújhely  | Herczku István      | 5.    |
| Ferencvárosi TC                   | Budapest IX., Ferencváros | Dörnyei Balázs      | 3.    |
| MTK Hungária FC                   | Budapest VIII.            | Medgyes Péter       | 1.    |
| Szegedi Boszorkányok              | Szeged                    | Cserenkó Szabolcs   | 7.    |
| Újpesti TE                        | Budapest IV., Újpest      | Oroszi Sándor       | 6.    |
| Viktória FC                       | Szombathely               | Mitterstiller Csaba | 4.    |

### Változások az előző idényhez képest
Feljutott a másodosztályból
- Ferencvárosi TC

Kiesett a másodosztályba
- Budapest Honvéd

## Az alapszakasz  végeredménye
| #  | Csapat                  | M  | GY | D | V  | G+ – G– | GK  | P  | Megjegyzések        |
| -- | ----------------------- | -- | -- | - | -- | ------- | --- | -- | ------------------- |
| 1. | MTK Hungária FC CV, KGY | 14 | 14 | 0 | 0  | 53–6    | +47 | 42 | Felsőházi rájátszás |
| 2. | Ferencvárosi TC         | 14 | 11 | 0 | 3  | 53–13   | +40 | 33 | Felsőházi rájátszás |
| 3. | Astra HFC               | 14 | 9  | 2 | 3  | 29–13   | +16 | 29 | Felsőházi rájátszás |
| 4. | Dorogi Diófa SE Ú       | 14 | 7  | 0 | 7  | 32–33   | −1  | 21 | Felsőházi rájátszás |
| 5. | 1. FC Femina            | 14 | 3  | 5 | 6  | 15–27   | −12 | 14 | Alsóházi rájátszás  |
| 6. | Viktória FC             | 14 | 4  | 1 | 9  | 26–32   | −6  | 13 | Alsóházi rájátszás  |
| 7. | Újpesti TE              | 14 | 1  | 2 | 11 | 12–41   | −29 | 5  | Alsóházi rájátszás  |
| 8. | Szegedi Boszorkányok    | 14 | 1  | 2 | 11 | 6–61    | −55 | 5  | Alsóházi rájátszás  |

Utolsó frissítés: 2020. április 19. 
Forrás: MLSZ adatbank 
A rangsorolás alapszabályai: 1. összpontszám, 2. győzelmek száma, 3. egymás elleni eredmények összpontszáma,  4. egymás elleni eredmények gólkülönbsége, 5. egymás elleni eredmények szerzett góljainak száma 6. gólkülönbség, 7. szerzett gólok száma.
(B): Bajnokcsapat, (K): Kieső csapat, (F): Feljutó csapat, (I): Kupainduló, (R): A rájátszás győztese, (KGY): Kupagyőztes
 (CV): Címvédő, (Ú): Újonc

## Rájátszás - Alsóház

### Az alsóház végeredménye
Az alapszakasz befejezése utáni állás az alapszakaszból hozott egymás elleni eredményekkel.
| #  | Csapat               | M | GY | D | V | G+ – G– | GK  | P  | Megjegyzések |
| -- | -------------------- | - | -- | - | - | ------- | --- | -- | ------------ |
| 1. | Viktória FC          | 6 | 4  | 1 | 1 | 19–4    | +15 | 13 |              |
| 2. | Újpesti TE           | 6 | 3  | 2 | 1 | 7–7     | 0   | 11 |              |
| 3. | 1. FC Femina         | 6 | 1  | 3 | 2 | 9–9     | 0   | 6  |              |
| 4. | Szegedi Boszorkányok | 6 | 1  | 0 | 5 | 2–17    | −15 | 3  |              |

Utolsó frissítés: 2020. április 19. 
Forrás: MLSZ adatbank 
A rangsorolás alapszabályai: 1. összpontszám, 2. győzelmek száma, 3. egymás elleni eredmények összpontszáma,  4. egymás elleni eredmények gólkülönbsége, 5. egymás elleni eredmények szerzett góljainak száma 6. gólkülönbség, 7. szerzett gólok száma.
(B): Bajnokcsapat, (K): Kieső csapat, (F): Feljutó csapat, (I): Kupainduló, (R): A rájátszás győztese, (KGY): Kupagyőztes
 (CV): Címvédő, (Ú): Újonc

## Rájátszás - Felsőház

### A felsőház végeredménye
Az alapszakasz befejezése utáni állás az alapszakaszból hozott egymás elleni eredményekkel.
| #  | Csapat             | M | GY | D | V | G+ – G– | GK  | P  | Megjegyzések |
| -- | ------------------ | - | -- | - | - | ------- | --- | -- | ------------ |
| 1. | Ferencvárosi TC    | 6 | 6  | 0 | 0 | 25–3    | +22 | 18 |              |
| 2. | MTK Hungária FC CV | 6 | 4  | 0 | 2 | 20–10   | +10 | 12 |              |
| 3. | Astra HFC          | 6 | 2  | 0 | 4 | 7–16    | −9  | 6  |              |
| 4. | Dorogi Diófa SE Ú  | 6 | 0  | 0 | 6 | 6–29    | −23 | 0  |              |

Utolsó frissítés: 2020. április 19. 
Forrás: MLSZ adatbank 
A rangsorolás alapszabályai: 1. összpontszám, 2. győzelmek száma, 3. egymás elleni eredmények összpontszáma,  4. egymás elleni eredmények gólkülönbsége, 5. egymás elleni eredmények szerzett góljainak száma 6. gólkülönbség, 7. szerzett gólok száma.
(B): Bajnokcsapat, (K): Kieső csapat, (F): Feljutó csapat, (I): Kupainduló, (R): A rájátszás győztese, (KGY): Kupagyőztes
 (CV): Címvédő, (Ú): Újonc

## Helyosztó mérkőzések

### 7. helyért
| 2015. május 23. 16:00 |

| Újpesti TE | 0–2               | Szegedi Boszorkányok |
| ---------- | ----------------- | -------------------- |
|            | (0–2) Jegyzőkönyv | Loketić 32' Szil 42' |

| Bánka Kristóf Sportközpont, Budapest Játékvezető: Nemes Attila |

| 2015. május 31. 11:00 |

| Szegedi Boszorkányok         | 2–0               | Újpesti TE |
| ---------------------------- | ----------------- | ---------- |
| Barta 72' Zimányi Kovács 83' | (0–0) Jegyzőkönyv |            |

| Felső Tisza-parti stadion, Szeged Játékvezető: Szommer Attila |

4–0-ás összesítéssel a Szegedi Boszorkányok végzett a 7. helyen, így osztályozó mérkőzésekre jogosult az NB II második helyezettjével. A 8. helyezett búcsúzott az első osztálytól.

### 5. helyért
| 2015. május 30. 15:00 |

| Viktória FC                                  | 7–4               | 1. FC Femina                                               |
| -------------------------------------------- | ----------------- | ---------------------------------------------------------- |
| Manhart 12' 32' 38' 68' 80' Szakonyi 27' 78' | (4–1) Jegyzőkönyv | Bernhardt Ba. 30' Bernhardt Be. 48' Burján 48' Horváth 48' |

| Király Sportlétesítmény, Szombathely Játékvezető: Boda György |

| 2015. június 6. 15:00 |

| 1. FC Femina | 1–6               | Viktória FC                                           |
| ------------ | ----------------- | ----------------------------------------------------- |
| Beke 32'     | (1–4) Jegyzőkönyv | Siklér 3' 21' Szakonyi 9' Dénes 16' 52' Ferencsik 81' |

| Budai II László Stadion, Budapest Játékvezető: Rábel Alfréd |

13–5-ös összesítéssel az Viktória FC végzett az 5. helyen.

### 3. helyért
| 2015. május 25. 17:00 |

| Astra HFC | 0–1               | Dorogi Diófa SE |
| --------- | ----------------- | --------------- |
|           | (0–0) Jegyzőkönyv | Nagy 54'        |

| Csepel Hungary Club '94, Budapest Játékvezető: Szalai Zoltán |

| 2015. május 31. 17:00 |

| Dorogi Diófa SE       | 3–0               | Astra HFC |
| --------------------- | ----------------- | --------- |
| Tóth 16' Nagy 35' 72' | (2–0) Jegyzőkönyv |           |

| Buzánszky Jenő Stadion, Dorog Játékvezető: Kiss László |

4–0-ás összesítéssel a Dorogi Diófa SE végzett a 3. helyen.

### Bajnoki döntő
| 2015. május 23. 18:00 |

| MTK Hungária FC                     | 1–1               | Ferencváros                     |
| ----------------------------------- | ----------------- | ------------------------------- |
| Nagy 42'                            | (1–1) Jegyzőkönyv | Orji 39'                        |
| Büntetőpárbaj                       |                   |                                 |
| Hummel-Smuczer Demeter Vesszős Méry | 2–4               | Čanković Mosdóczi Fenyvesi Orji |

| Sport utcai stadion, Budapest Játékvezető: Káprály Mihály |

| 2015. május 31. 13:30 |

| Ferencváros                     | 2–2               | MTK Hungária FC     |
| ------------------------------- | ----------------- | ------------------- |
| Mosdóczi 13' Szabó 23'          | (2–1) Jegyzőkönyv | Nagy 6' Kaján 82'   |
| Büntetőpárbaj                   |                   |                     |
| Čanković Mosdóczi Fenyvesi Orji | 4–2               | Nagy Kaján Diószegi |

| Kocsis Sándor Sportközpont, Budapest Játékvezető: Király Gergő |

3–3-as összesítéssel, büntetőpárbajban a Ferencváros szerezte meg a bajnoki címet.

### Osztályozó
| 2015. június 13. 17:00 |

| Szegedi Boszorkányok | 1–1               | Győri ETO FC |
| -------------------- | ----------------- | ------------ |
| Szil 70'             | (0–0) Jegyzőkönyv | Németh 54'   |

| Felső Tisza-parti stadion, Szeged Játékvezető: Dolnegó Bálint |

| 2015. június 20. 15:00 |

| Győri ETO FC                 | 3–1               | Szegedi Boszorkányok |
| ---------------------------- | ----------------- | -------------------- |
| Öreg 18' Németh 34' Süle 57' | (2–1) Jegyzőkönyv | Papp 30'             |

| ETO Park, Győr Játékvezető: Horváth Tibor |

4–2-es összesítéssel a Győri ETO FC jutott az első osztályba.

## A bajnokság  végeredménye
| #  | Csapat                   | M  | GY | D | V  | G+ – G– | GK  | P  | Megjegyzések               |
| -- | ------------------------ | -- | -- | - | -- | ------- | --- | -- | -------------------------- |
| 1. | Ferencvárosi TC (B)      | 20 | 17 | 0 | 3  | 78–16   | +62 | 51 | 2015–16-os Bajnokok Ligája |
| 2. | MTK Hungária FC          | 20 | 18 | 0 | 2  | 73–16   | +57 | 54 |                            |
| 3. | Astra HFC                | 20 | 11 | 2 | 7  | 33–21   | +12 | 35 |                            |
| 4. | Dorogi Diófa SE Ú        | 20 | 7  | 0 | 13 | 38–62   | −24 | 21 |                            |
| 5. | Viktória FC              | 20 | 8  | 2 | 10 | 45–36   | +9  | 26 |                            |
| 6. | 1. FC Femina             | 20 | 4  | 8 | 8  | 24–36   | −12 | 20 |                            |
| 7. | Szegedi Boszorkányok (K) | 20 | 2  | 2 | 16 | 8–78    | −70 | 8  | NB II                      |
| 8. | Újpesti TE (K)           | 20 | 4  | 4 | 12 | 19–48   | −29 | 16 | NB II                      |

Utolsó frissítés: 2020. április 19. 
Forrás: MLSZ adatbank 
A rangsorolás alapszabályai: 1. összpontszám, 2. győzelmek száma, 3. egymás elleni eredmények összpontszáma,  4. egymás elleni eredmények gólkülönbsége, 5. egymás elleni eredmények szerzett góljainak száma 6. gólkülönbség, 7. szerzett gólok száma.
(B): Bajnokcsapat, (K): Kieső csapat, (F): Feljutó csapat, (I): Kupainduló, (R): A rájátszás győztese, (KGY): Kupagyőztes
 (CV): Címvédő, (Ú): Újonc

## A góllövőlista élmezőnye
Összesített góllövőlista
| Név              | Csapat          | Gól | A  | R |
| ---------------- | --------------- | --- | -- | - |
| Pádár Anita      | MTK Hungária FC | 25  | 24 | 1 |
| Mosdóczi Evelin  | Ferencvárosi TC | 21  | 14 | 7 |
| Telek-Sümegi Éva | Astra HFC       | 16  | 13 | 3 |
| Nagy Lilla       | MTK Hungária FC | 16  | 11 | 5 |
| Szakonyi Emese   | Viktória FC     | 14  | 11 | 3 |
| Szabó Viktória   | Ferencvárosi TC | 13  | 8  | 5 |
| Újvári Izabella  | Dorogi Diófa SE | 10  | 10 | – |
| Ebere Orji       | Ferencvárosi TC | 9   | –  | 9 |
| Heike Manhart    | Viktória FC     | 9   | 4  | 5 |
| Zágor Bernadett  | Ferencvárosi TC | 8   | 8  | – |